# Aneínos
Aneínos (cientificamente denominados Anaeini; no século XX contendo apenas o gênero Anaea Hübner, [1819]) são uma tribo de insetos da ordem Lepidoptera, família Nymphalidae e subfamília Charaxinae, classificada por Enzio Reuter no ano de 1896 e restrita à região neotropical das Américas (entre o México e a Argentina, incluindo o Caribe; com uma espécie, Anaea andria, ex subespécie de Anaea troglodyta, espécie da América Central, chegando ao sul dos Estados Unidos). Suas espécies geralmente voam em florestas tropicais e subtropicais úmidas e Cerrado, em diversas altitudes, e estão incluídas em diversos gêneros. Duas destas: Coenophlebia archidona e Hypna clytemnestra, são táxons de gênero monotípico; com o gênero Anaeomorpha, também incluído dentre os Preponini no passado, acrescentado à uma outra tribo: Anaeomorphini. Estas borboletas são, em sua maioria, de médio a grande porte, impressionantemente coloridas e marcadas, em vista superior, apresentando uma gama de cores em negro, amarelo, laranja, abóbora, vermelho, lilás, violeta, azul ou verde e, em vista inferior, sempre com uma padronagem de folha seca em tons castanhos (o que lhes fez ser denominadas Leafwing, em inglês, e Borboleta-folha, em portugês). Dentre todas elas, as do gênero Memphis são as mais numerosas e as de maior amplitude geográfica dentre os Anaeini, sendo distribuídas desde o México central até o norte da Argentina. Todas são voadoras extremamente velozes, com uma preferência para descansar em cima de galhos, ou troncos, geralmente o fazendo de cabeça para baixo, ou na superfície inferior de galhos ou folhagens; podendo ser vistas se alimentando de substâncias vegetais fermentadas, como em frutos no solo, ou em exsudação, sobre a vegetação; também sendo atraídas por fezes ou carniça.

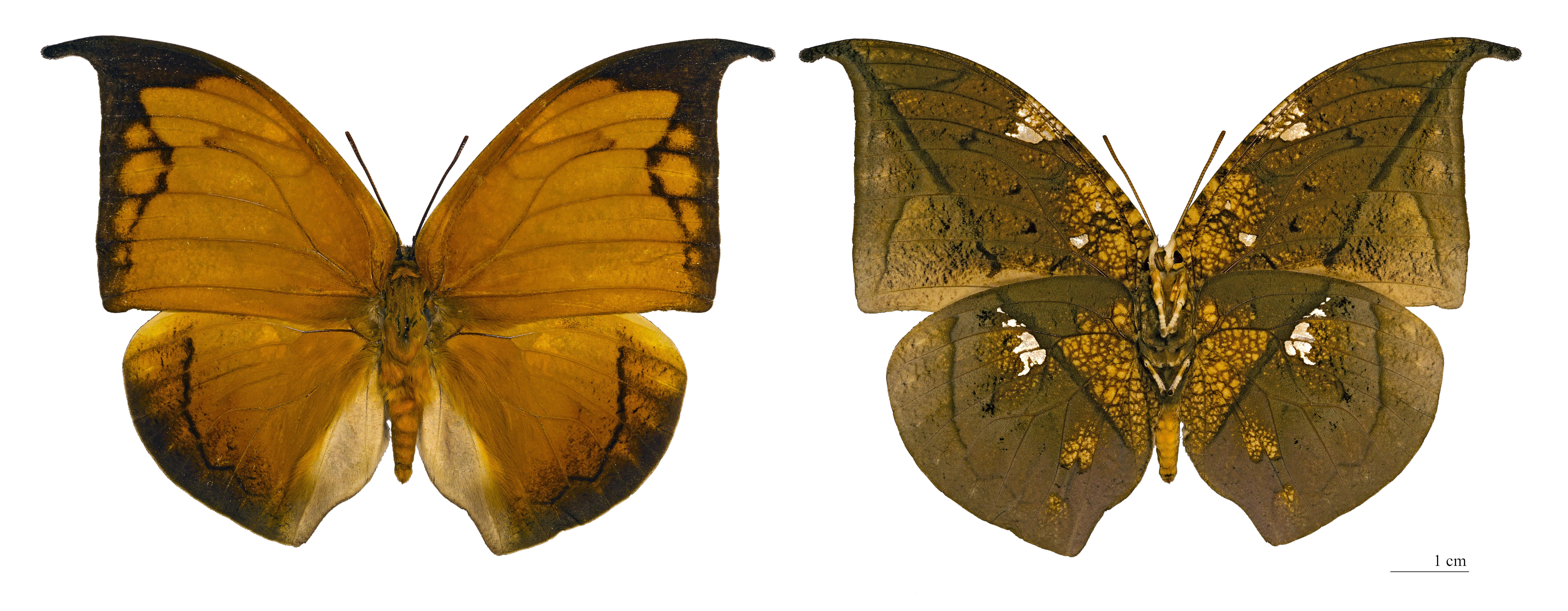
Vista superior (esquerda) e inferior (direita) de Coenophlebia archidona (ex Anaea archidona),[2] a única espécie do gênero Coenophlebia, cujo tipo nomenclatural fora coletado em Nova Granada.
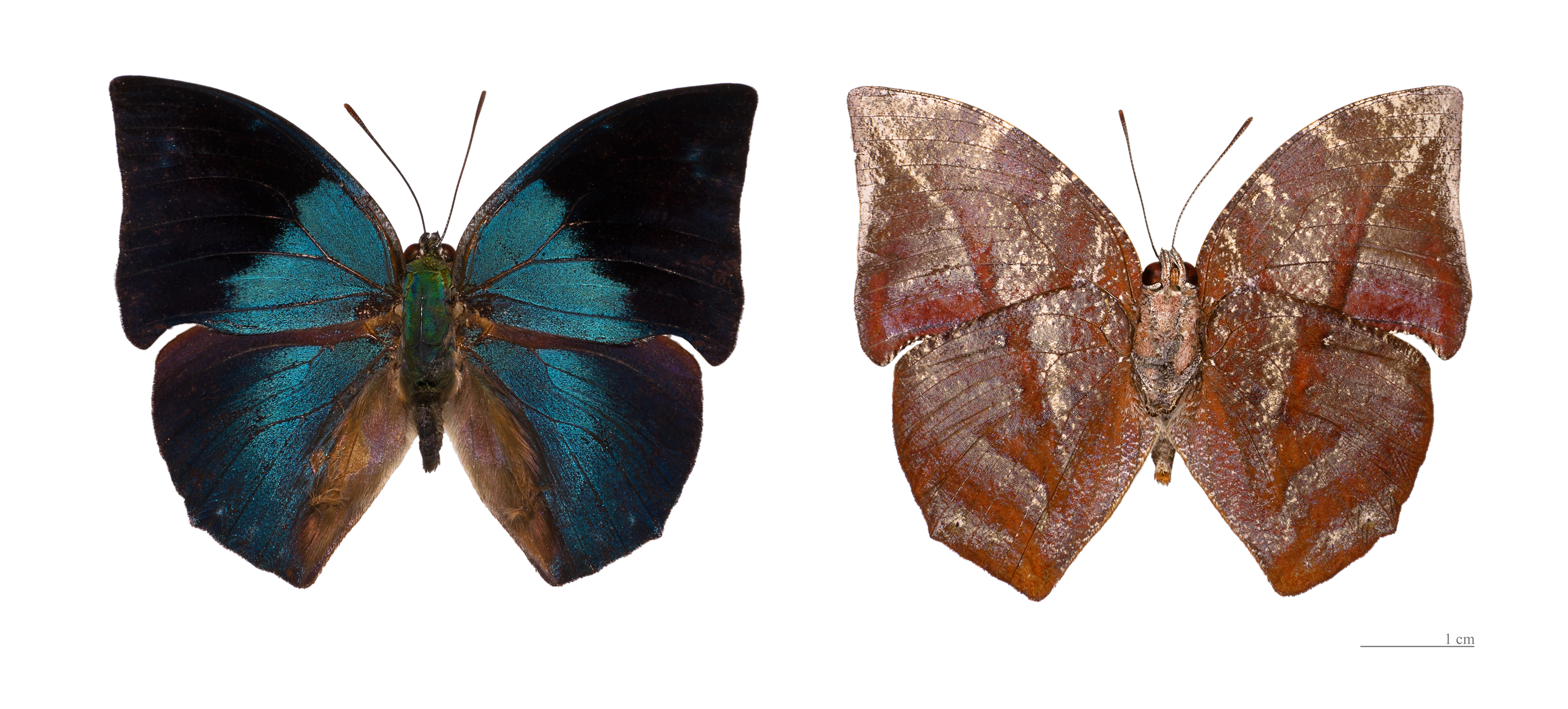
Vista superior (esquerda) e inferior (direita) de Memphis phantes (ex Anaea vicinia),[4][6] cujo tipo nomenclatural fora coletado na província de Chanchamayo (Peru).
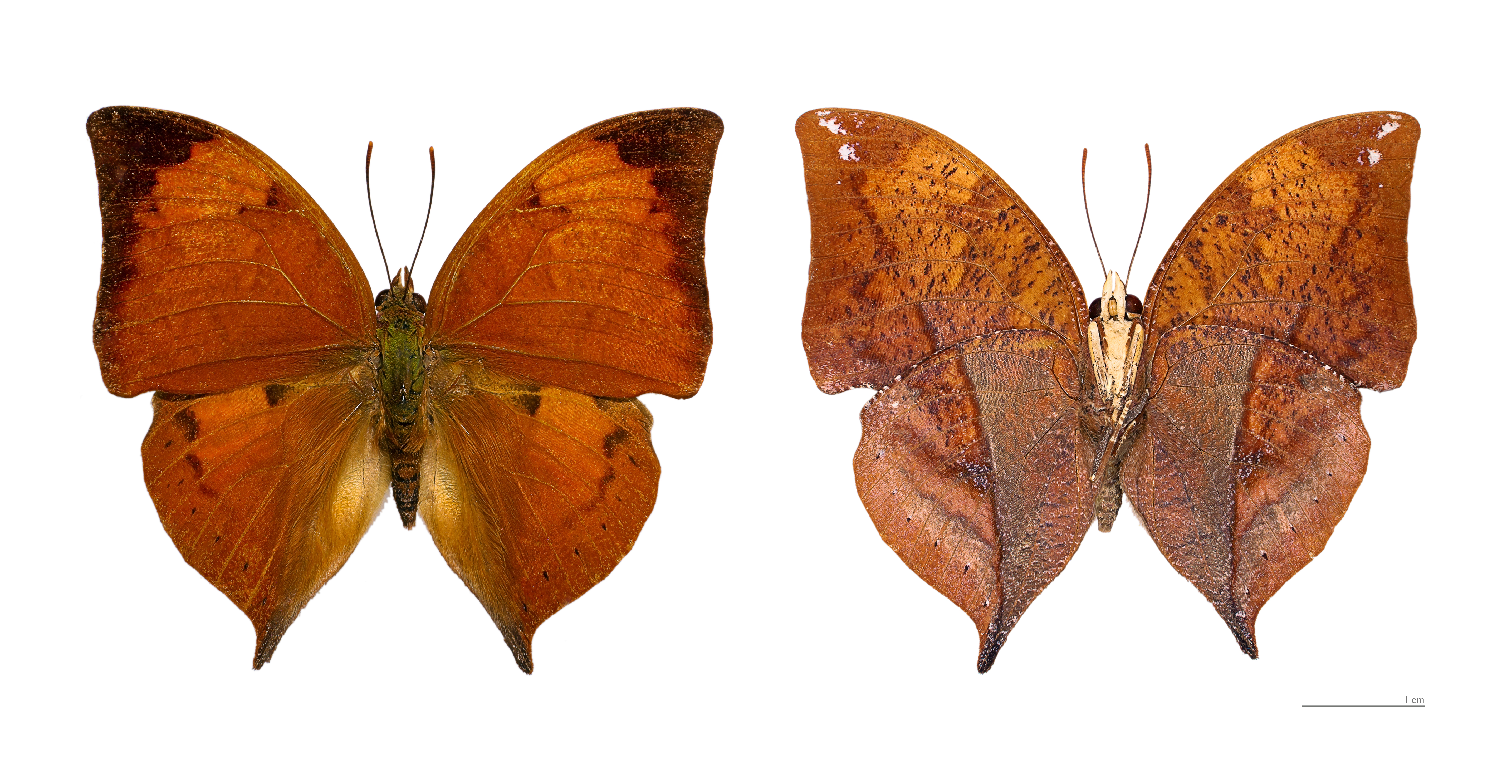
Vista superior (esquerda) e inferior (direita) de Zaretis itys (ex Anaea itys),[4][6] cujo tipo nomenclatural fora coletado no Suriname.
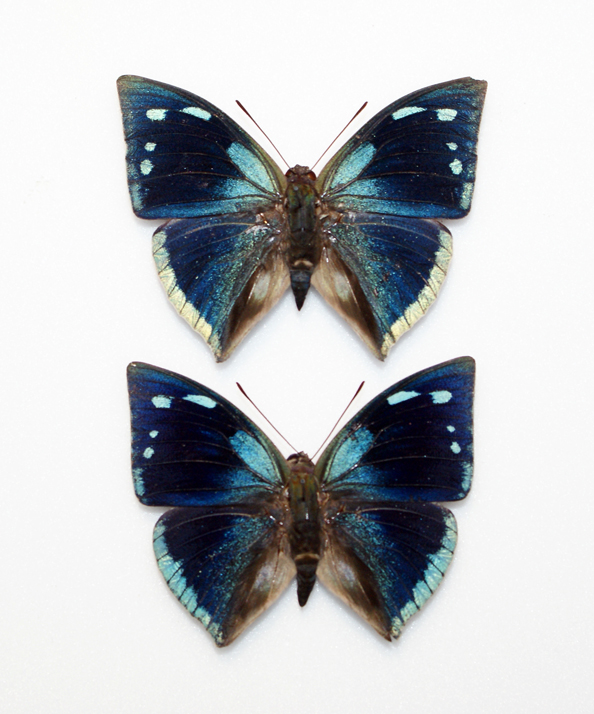
Vista superior de dois machos de Polygrapha xenocrates (ex Anaea xenocrates),[2][4] cujo tipo nomenclatural fora coletado na Bolívia.

Dentre as espécies de Anaeini que habitam o ambiente de Cerrado, no Brasil, citam-se Consul fabius, Hypna clytemnestra, Fountainea ryphea, Memphis moruus e Zaretis isidora.

## Dimorfismo sexual
O dimorfismo sexual ocorre nesta tribo; as fêmeas geralmente são maiores que os machos e muitas delas exibem coloração mais pálida ou distinta da coloração do indivíduo do sexo masculino.

## Gêneros de Anaeini
- Anaea Hübner, [1819] (espécie-tipo: Anaea troglodyta (Fabricius, 1775))
- Coenophlebia C. & R. Felder, 1862 (espécie de gênero monotípico: Coenophlebia archidona (Hewitson, 1860))
- Consul Hübner, [1807] (espécie-tipo: Consul fabius (Cramer, 1776))
- Fountainea Rydon, 1971 (espécie-tipo: Fountainea ryphea (Cramer, 1775))
- Hypna Hübner, [1819] (espécie de gênero monotípico: Hypna clytemnestra (Cramer, 1777))
- Memphis Hübner, [1819] (espécie-tipo: Memphis polycarmes (Fabricius, 1775))
- Polygrapha Staudinger, 1887 (espécie-tipo: Polygrapha cyanea (Salvin & Godman, 1868))
- Siderone Hübner, [1823] (espécie-tipo: Siderone galanthis (Cramer, 1775))
- Zaretis Hübner, [1819] (espécie-tipo: Zaretis isidora (Cramer, 1779))[4][7]

Os gêneros e espécies de Anaeini, aqui descritos, estão com as datas e espécies, dadas por seus determinadores, de acordo com a página Butterflies of America; as espécies-tipo foram retiradas de Markku Savela.

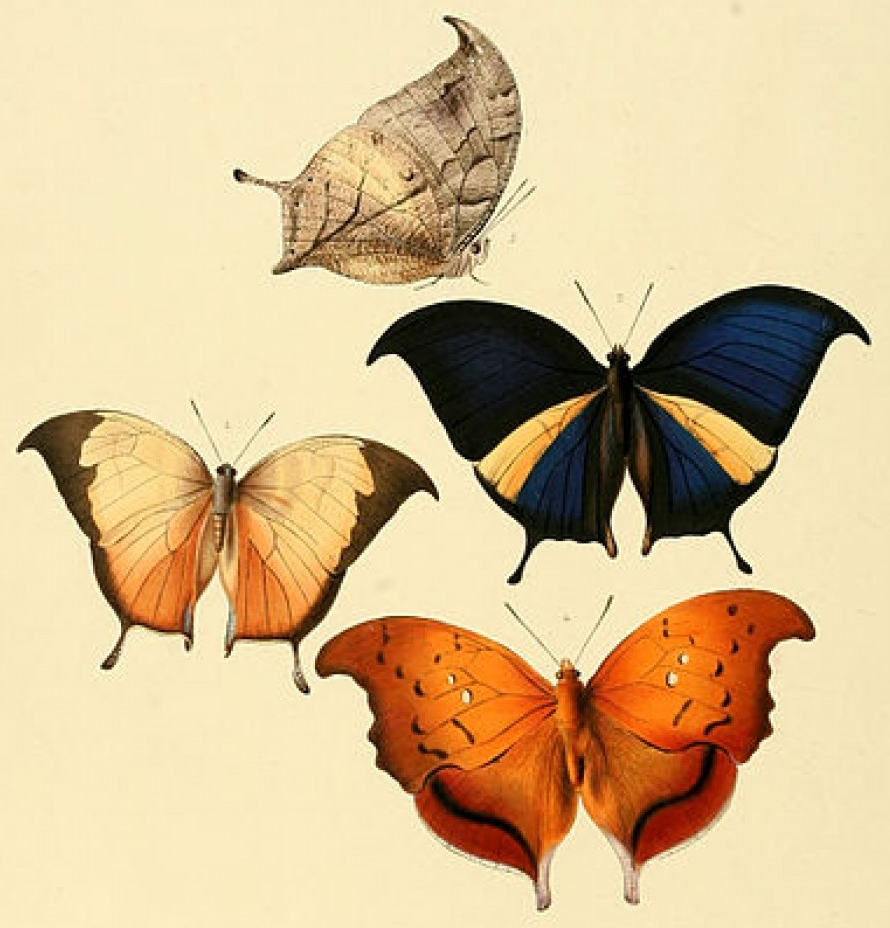
Ilustração de William Chapman Hewitson (1856), contendo Consul electra (ex Anaea electra; acima e à esquerda),  Consul panariste (ex Anaea panariste; à direita) e Zaretis syene (ex Anaea syene; abaixo).
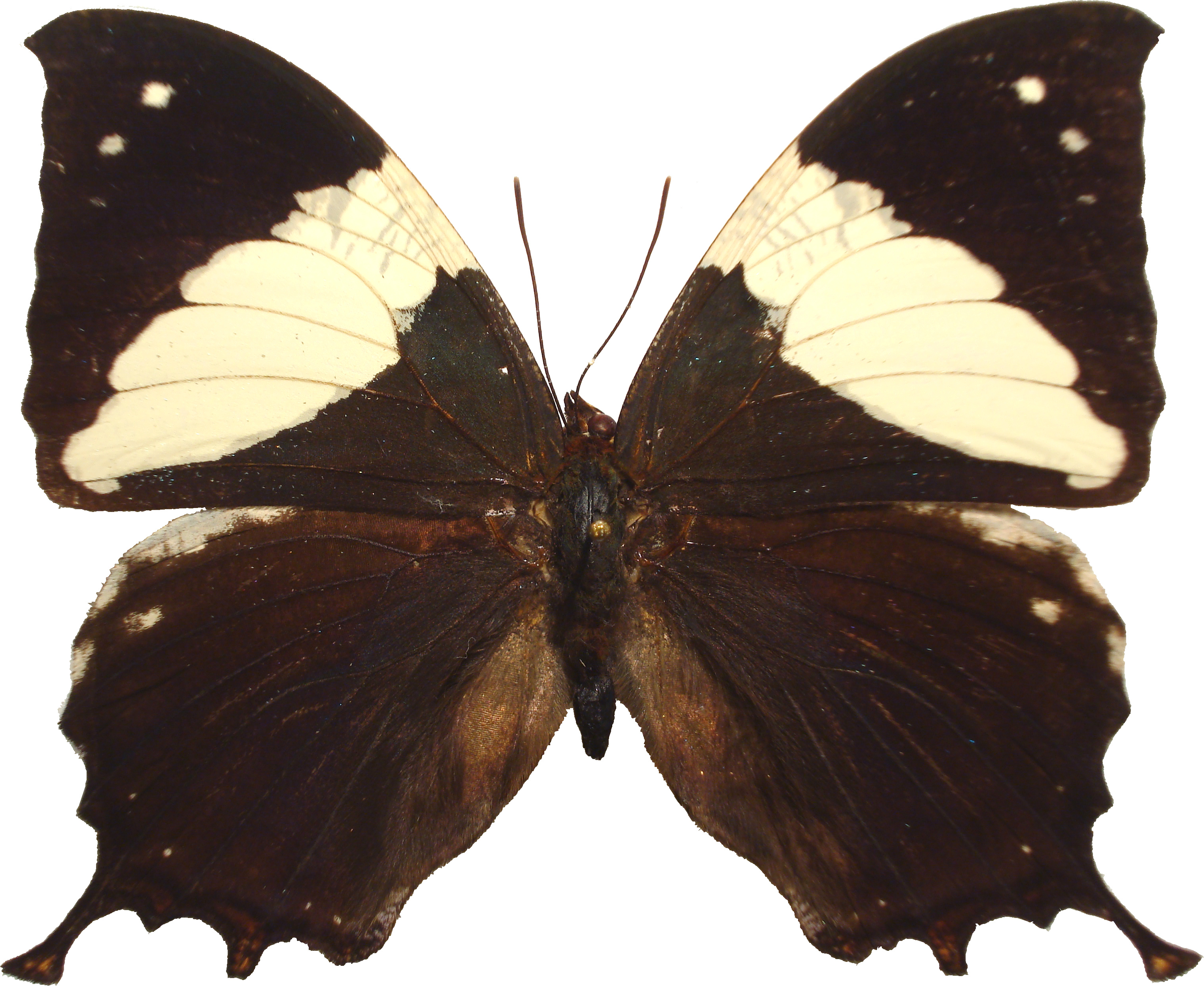
Vista superior de Hypna clytemnestra (ex Anaea clytemnestra),[2] cujo tipo nomenclatural fora coletado no Suriname.
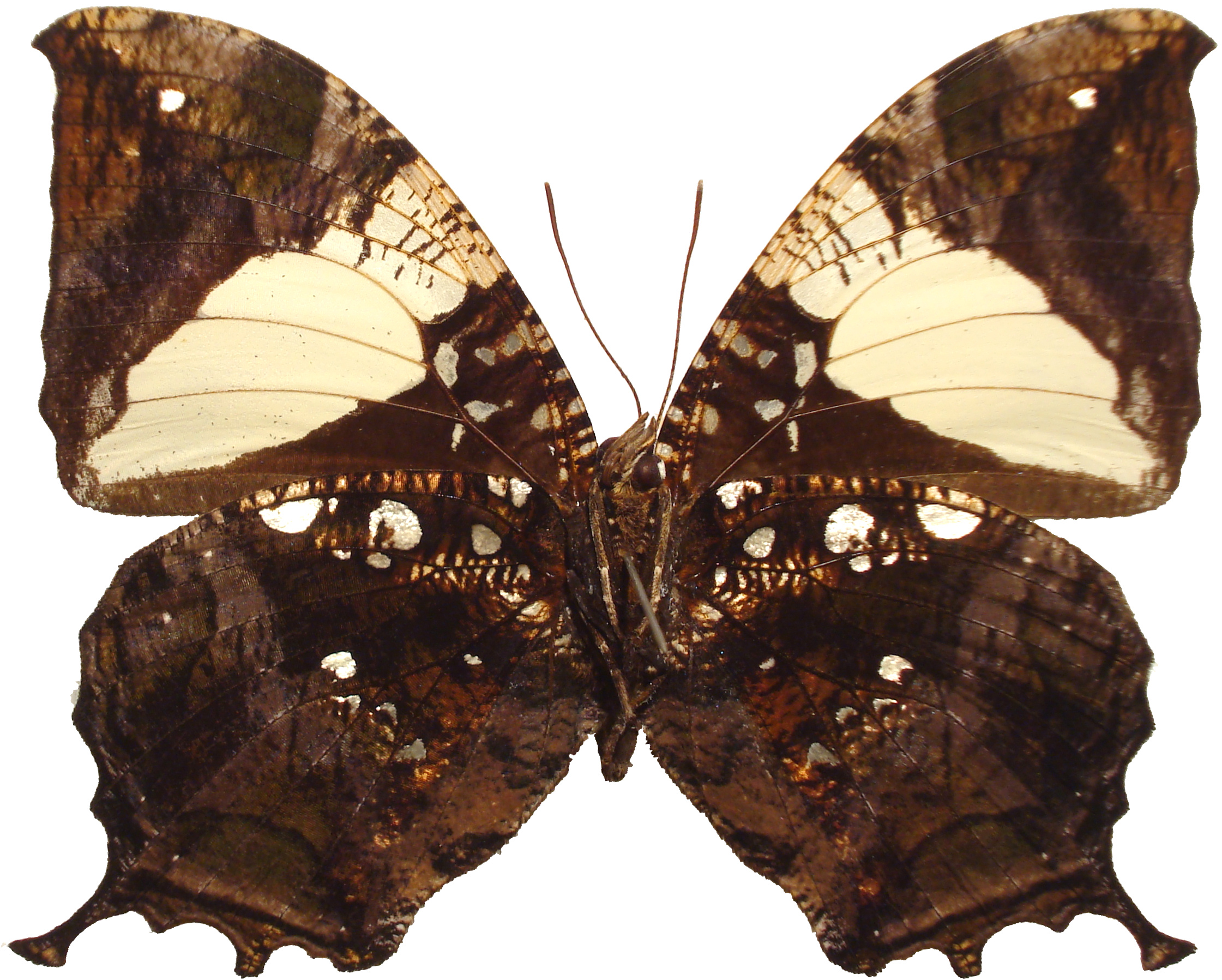
Vista inferior de Hypna clytemnestra (ex Anaea clytemnestra),[2] encontrada em ambiente de Cerrado, no Brasil.
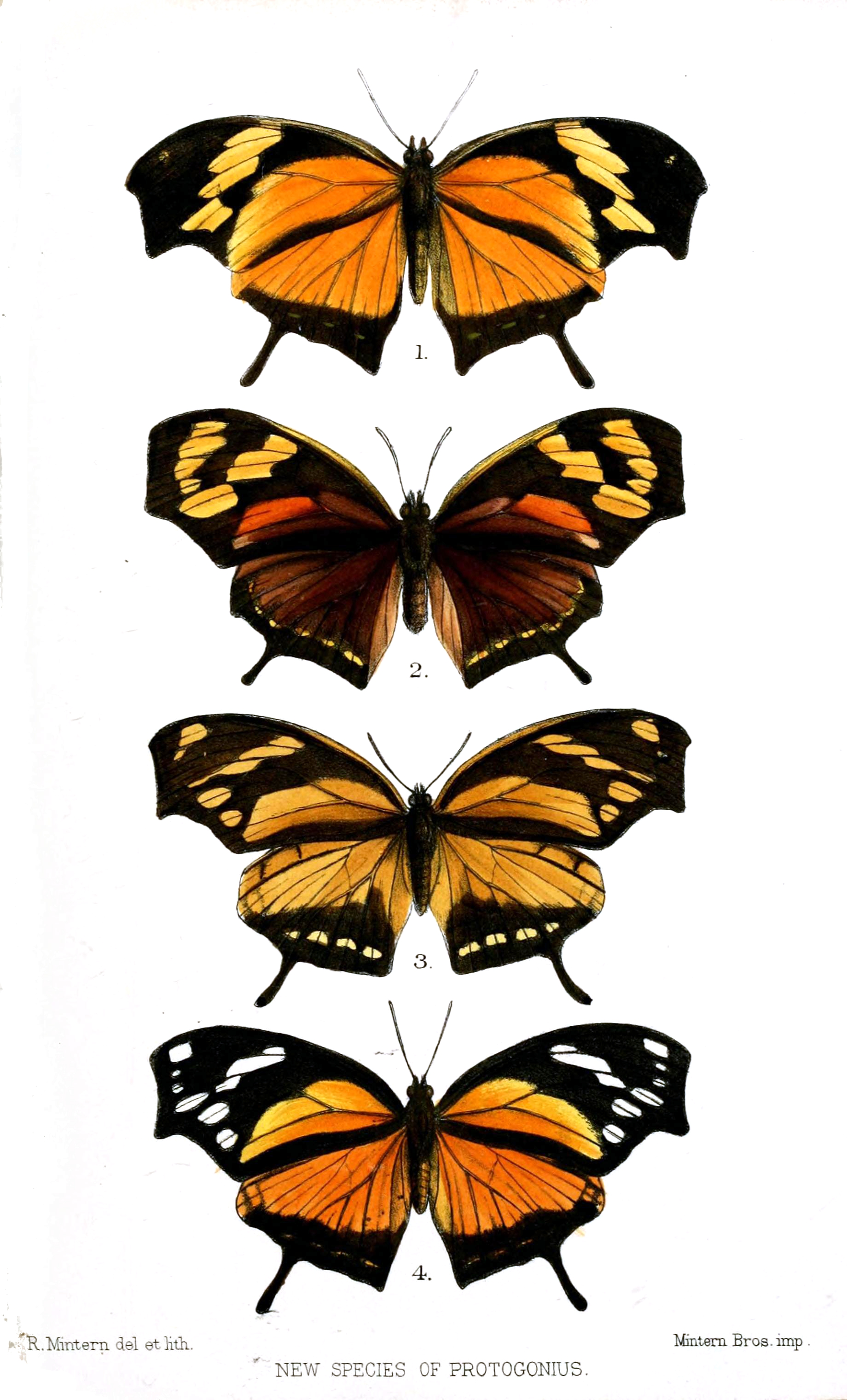
Vista superior de borboletas da espécie Consul fabius (ex gênero Protogonius[1] e anteriormente denominada Anaea fabius),[2] cujo tipo nomenclatural fora coletado no Suriname.
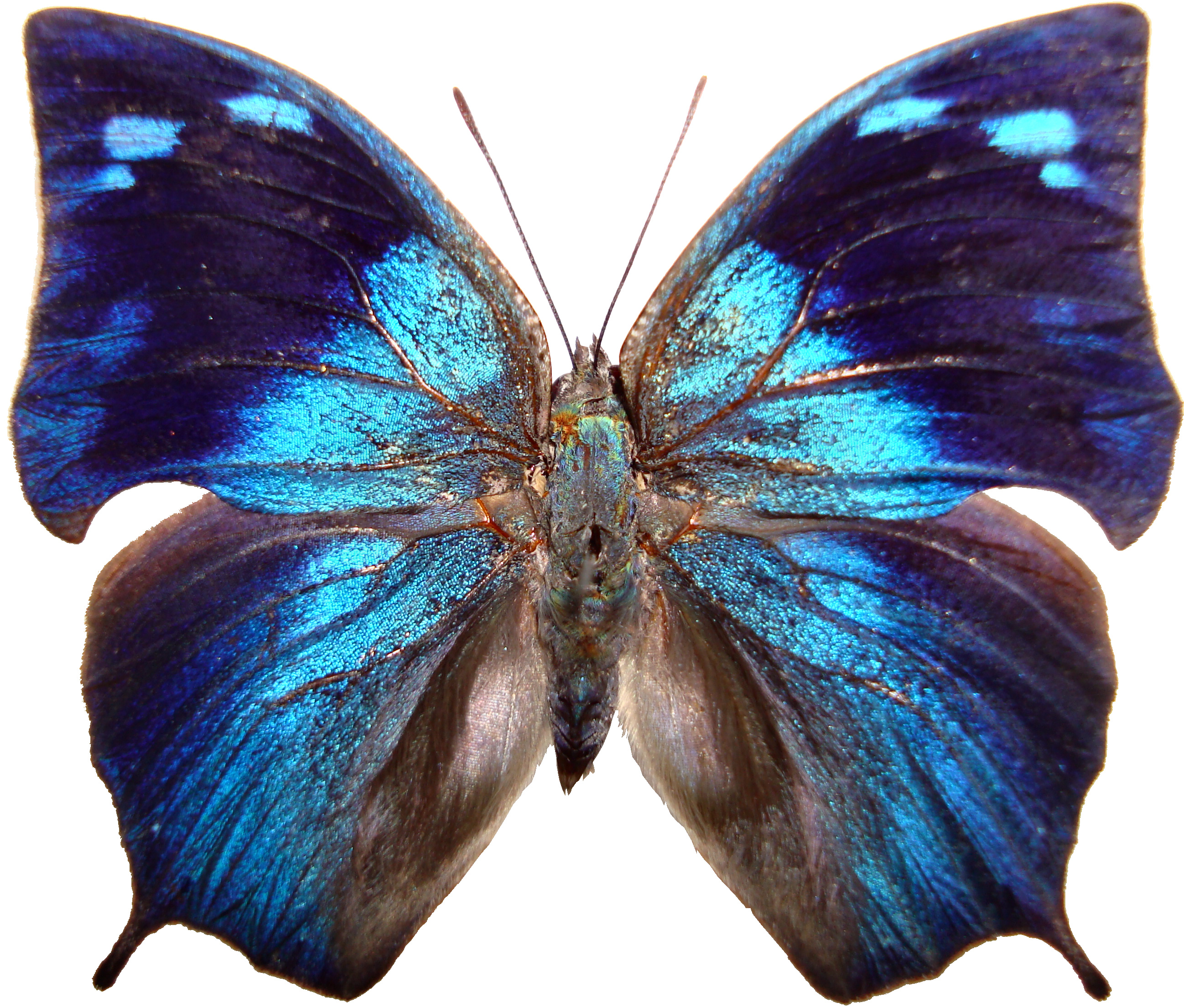
Vista superior de Memphis acidalia (ex Anaea acidalia[4] ou Anaea memphis),[6] cujo tipo nomenclatural fora coletado no Suriname.
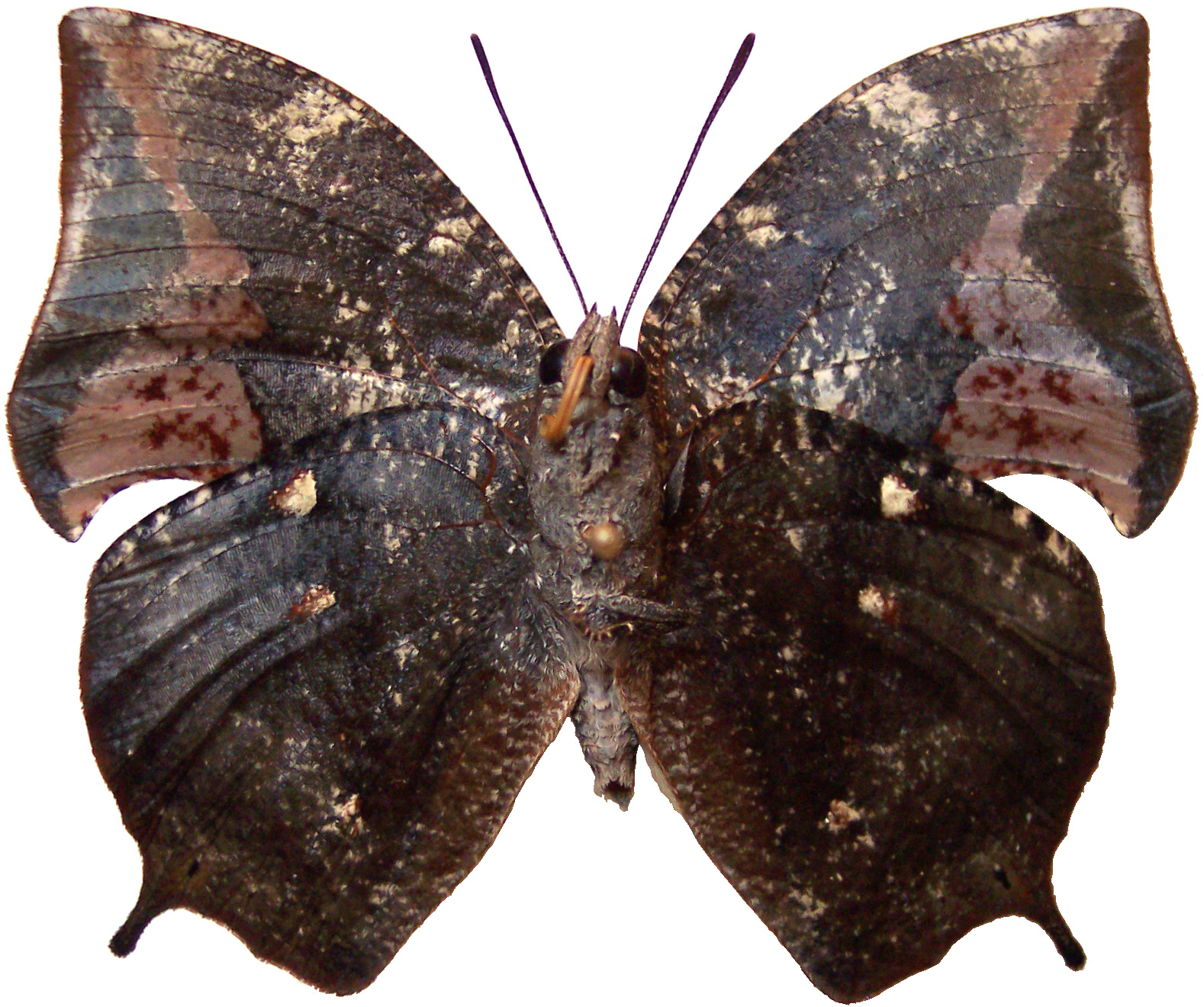
Vista inferior de Memphis acidalia (ex Anaea acidalia[4] ou Anaea memphis).